# Stilbaceae
Stilbaceae Kunth, 1831  è una famiglia di piante angiosperme appartenenti all'ordine delle Lamiales.

## Etimologia
Il nome della famiglia deriva dal suo genere tipo Stilbe Berg., 1767 che, in lingua greca antica, significa "luminoso, risplendente, brillante".
Il nome scientifico della famiglia è stato definito dal botanico germanico Carl Sigismund Kunth (1788-1850) nella pubblicazione "Handbuch der Botanik. Breslau - 393. 1831" del 1831.

## Descrizione

### Portamento

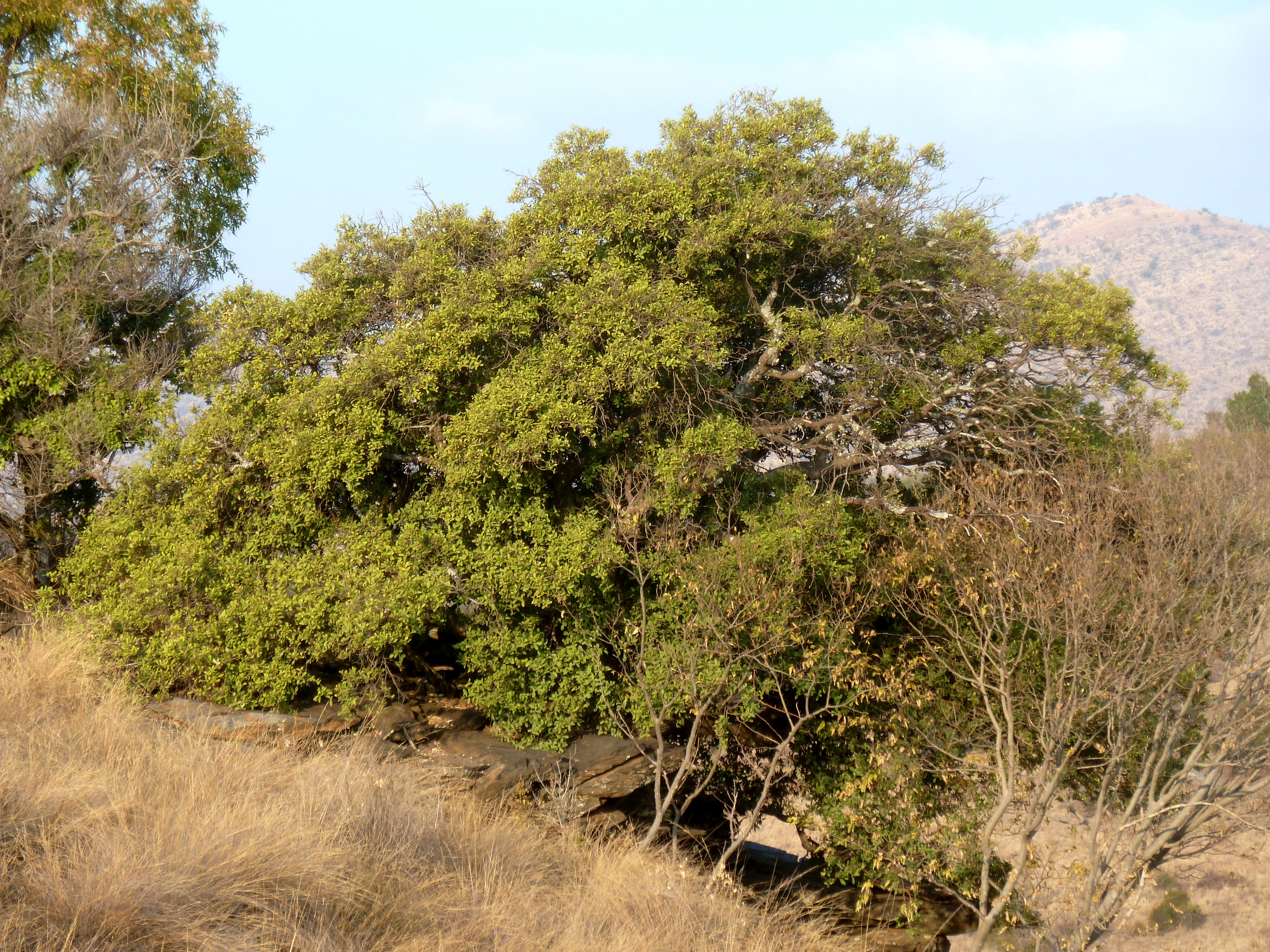
Il portamento
Nuxia congesta
(tribù Stilbeae)

Il portamento delle specie di questa famiglia varia da piccoli arbusti a alberi, ma è anche formato da erbe perenni con portamento rosulato. Gli arbusti possono essere a singoli gambi o a gambi multipli con ramificazioni monopodiali o simpodiali.  La superficie dei rami varia da pubescente o ghiandolare-pubescente a tomentosa per peli stellati o villosa. I rami sono da quadrangolari (a causa della presenza di fasci di collenchima posti nei quattro vertici) a alati o arrotondati con brevi internodi. In diverse specie alla base della pianta (corona della radice) è presente un gonfiore legnoso protettivo (lignotubero).

### Foglie

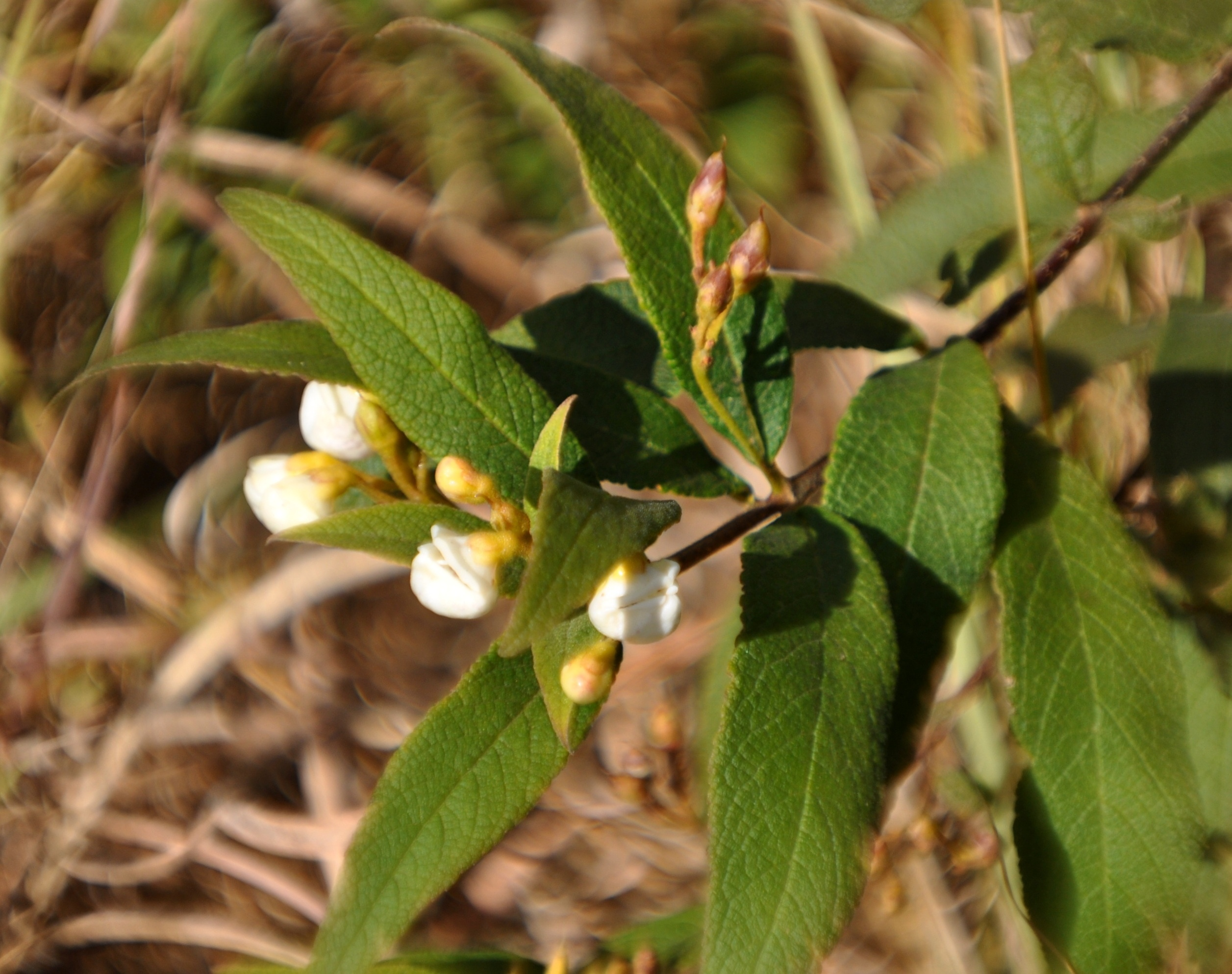
Le foglie
Bowkeria verticillata
(tribù Bowkerieae)

Le foglie cauline sono opposte, ternate, quaternate o in densi verticilli di 3 - 7 foglie (raramente sono alternate), sia sessili che picciolate. Quelle basali (se presenti) formano delle rosette. La lamina è semplice, più o meno di tipo ericoide, lineare o strettamente lanceolato-acuta con margini ricurvi, oppure è da lanceolata o ellittica o ovoide a oblunga con apici acuminati e margini interi o seghettati, dentati o crenati. Le stipole sono assenti oppure se presenti sono del tipo ad anello.

### Infiorescenze

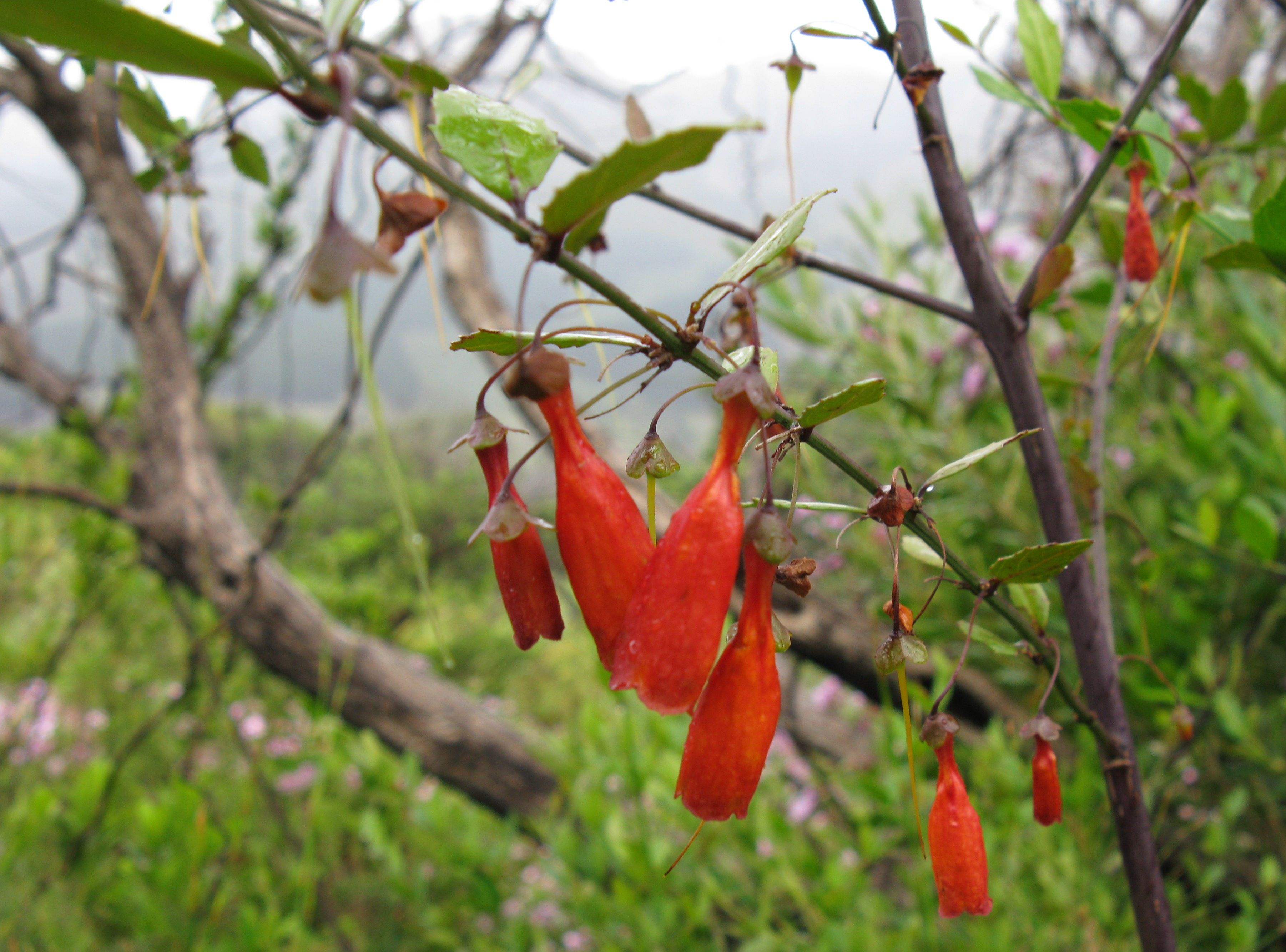
Infiorescenza
Halleria elliptica
(tribù Hallerieae)

Le infiorescenze sono terminali o con ramificazioni ascellari; sono di tipo tirsoide o dicotomico. I rami terminali portano fiori solitari o raggruppamenti di tre o più fiori (fino a 20 - 35). Nell'infiorescenza sono presenti brattee e spesso anche due opposte fogliose bratteole con forme lanceolato-acute. I fiori sono sia pedicellati che sessili.

### Fiori

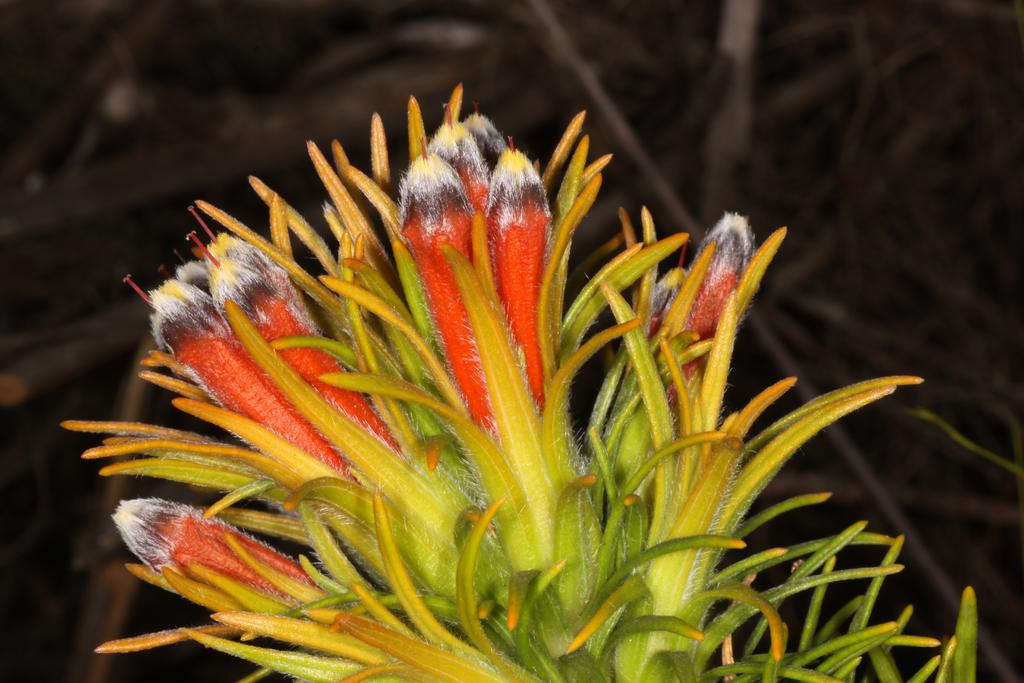
I fiori
Retzia capensis
(tribù Stilbeae)

I fiori, ermafroditi piccoli o grandi, sono tetraciclici (ossia formati da 4 verticilli: calice– corolla – androceo – gineceo) e pentameri (i verticilli del perianzio hanno più o meno 5 elementi ognuno).
- Formula fiorale:

X/* K (4-5), [C (4-5) A 2+2 o 5], G (2), supero, capsula.
- Il calice è composto da 4 - 5 sepali generalmente fusi in un tubo basale (calice gamosepalo) e terminante con 4 - 5 lobi liberi con portamento da embricato a valvato (calice attinomorfo). La forma del tubo varia da cilindrico a campanulato. Occasionalmente i lobi sono completamente liberi e su di essi possono essere presenti dei minuti peli ghiandolari. Il calice può essere persistente; in altri casi è appiccicoso. I lobi hanno delle forme più o meno lanceolate con apici acuti.

- La corolla in genere è tubulare (gamopetala) e termina con 4 - 5 lobi liberi a simmetria radiale (corolla attinomorfa) o bilabiata (corolla zigomorfa con struttura 2/3). Il tubo della corolla ha delle forme da cilindriche a imbutiformi e può essere sia lungo che corto (anche più corto dei lobi); in alcune specie si allarga intorno all'ovario. La parte interna della gola della corolla ha un anello pubescente. I lobi, con forme ovato-acute, sono da glabri a densamente villosi (a volte per peli ghiandolari). Talvolta la corolla è circumscissile. Se la corolla è bilabiata allora il labbro superiore è grande e arrotondato; quello inferiore è tripartito in due rotondi lobi laterali e uno centrale acuto. I colori della corolla sono bianco, crema o rosso, oppure giallo con macchie interne color cremisi.

- L'androceo è formato da 4 stami uguali. In alcune specie gli stami sono 5; in altre 2 sono staminoidi. Sono disposti in modo alternato ai petali e in certi casi sporgono notevolmente dalla corolla. Sono adnati tra i lobi della corolla oppure al tubo della corolla. I filamenti sono liberi, sia corti che lunghi, sia snelli che robusti. Le antere sono biloculari (a due teche) dorsofisse. Le teche sono normalmente confluenti all'apice, parallele o spesso divergenti al di sotto. La deiscenza è longitudinale. Il nettario è piccolo o mancante.

- Il gineceo è bicarpellare (sincarpico - formato dall'unione di due carpelli connati). L'ovario è supero con forme da ovoidi-cilindriche a obconiche leggermente compresse. Inoltre è biloculare oppure monoloculare per aborto a causa della perdita del setto divisorio. Gli ovuli in ogni loculo usualmente sono 1 - 3 o molti. In ogni loculo la placentazione può essere assile-basale, assile o assile-apicale o assile-peltata. Lo stilo, diritto, eretto e terminale sull'ovario, è filiforme ed affusolato. Lo stigma è capitato, clavato o minutamente bilobato.

### Frutti
I frutti sono delle capsule deiscenti (loculicide o setticide). I semi hanno delle forme da ovoidi a fusiformi con striature longitudinali, reticolate o reticolato-striate.

## Biologia
L'anatomia del legno delle specie arboree di questa famiglia ha delle caratteristiche che possono servire a segregare le Stilbaceae dalle Verbenaceae (nella cui famiglia spesso in passato i generi delle Stilbaceae sono stati inclusi). Il legno delle Stilbaceae è xeromorfico (dei climi secchi) con vasi molto stretti e numerosi e pori raggruppati radialmente. Il tipo di legno meno xeromorfico all'interno di Stilbaceae si trova nelle specie delle località montane relativamente umide. Il legno più xeromorfico si trova in quelle Stilbaceae distribuite nelle pianure secche. Alcuni caratteri particolari sono interpretati come un indicatore della primitività nei generi Stilbe e Retzia e conferma la stretta relazione tra questi due generi.

### Riproduzione
Le specie di questo raggruppamento si riproducono prevalentemente per impollinazione tramite insetti (impollinazione entomogama) ma anche tramite uccelli (impollinazione ornitogama)..
La dispersione dei semi avviene inizialmente a causa del vento (dispersione anemocora); una volta caduti a terra sono dispersi soprattutto da insetti tipo formiche (mirmecoria).

## Distribuzione e habitat
La distribuzione delle specie di questo gruppo è soprattutto sudafricana con habitat da tropicali a subtropicali. Diverse specie vegetano a quote montane.

## Tassonomia
Questa famiglia pur essendo stata definita quasi 200 anni fa, solo in tempi recenti con i nuovi sistemi di classificazione filogenetica (classificazione APG) ha avuto l'attuale circoscrizione nella quale sono confluiti diversi generi da altre famiglie come le Scrophulariaceae.

### Generi
La famiglia attualmente è suddivisa in 3 tribù, 12 generi e 40 specie.
- Tribù Bowkerieae Barringer, 1993
  - Anastrabe E. Mey. ex Benth., 1836 (1 sp.)
  - Bowkeria Harv., 1859 (3 spp.)
  - Ixianthes Benth., 1836 (1 sp.)

- Tribù  Hallerieae G. Don, 1838
  - Charadrophila Marloth, 1899 (1 sp.)
  - Halleria L., 1753 (5 spp.)

- Tribù Stilbeae (Benth.) Benth., 1876
  - Campylostachys Kunth, 1832 (2 spp.)
  - Euthystachys A.DC., 1848 (1 sp.)
  - Kogelbergia Rourke, 2000 (2 spp.)
  - Nuxia Lam., 1791 (15 spp.)
  - Retzia Thunb., 1776 (1 sp.)
  - Stilbe Berg., 1767 (7 spp.)
  - Thesmophora Rourke, 1993 (1 sp.)

### Filogenesi

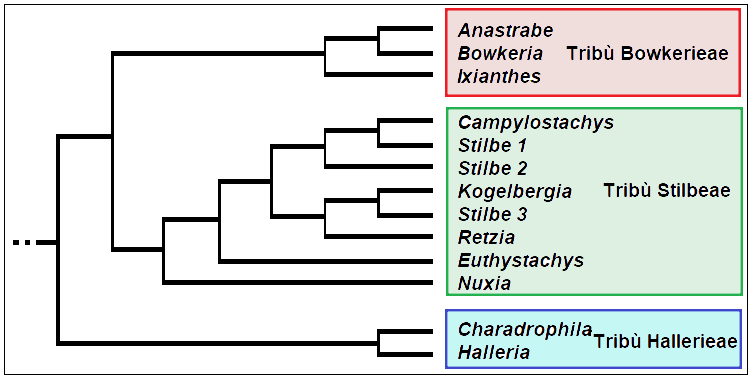
Cladogramma della famiglia

L'attuale struttura della famiglia può non essere definitiva; mancano ancora degli studi approfonditi su alcune sue parti. Di seguito per ogni tribù è indicata l'attuale conoscenza filogenetica.
- Bowkerieae: questa tribù inizialmente è stata posizionata all'interno delle Scrophulariaceae (insieme al genere Halleria).[3] In seguito ai vari studi di tipo filogenetico sulle sequenze del DNA, e alla ristrutturazione della famiglia Scrophulariaceae, il gruppo è stato inserito nella famiglia Stilbaceae spostando il genere Halleria in un'altra tribù. La struttura interna della tribù mostra un "gruppo fratello" (generi Anastrabe e Bowkeria) ben supportato, mentre in posizione "basale" si trova il genere Ixianthes. All'interno delle Stilbaceae la tribù rappresenta il "core" della famiglia insieme alla tribù (insieme formano un "gruppo fratello").[9]
- Hallerieae: la circoscrizione attuale di questa tribù è di recente formazione. Il genere Charadrophila in passato è stato descritto all'interno della famiglia Gesneriaceae, mentre ultimamente era stato collocato nelle Scrophulariaceae (tribù Alonsoeae Barringer; ora obsoleta). Il genere Halleria provvisoriamente era stato inserito nella tribù Bowkerieae Barringer.[3] Da un punto di vista filogenetico i due generi formano un "gruppo fratello" e sono "basali" per la famiglia.[9]
- Stilbeae: i generi di questo gruppo hanno sempre fatto parte delle Stilbaceae, anche se in alcune occasioni sono state incluse nelle Verbenaceae per le foglie disposte in modo opposto, per l'ovario bicarpellare supero, per la corolla simpetala e l'"anisomeria" tra i 5 lobi della corolla e i 4 stami dell'androceo.[3] Da un punto di vista filogenetico i generi Nuxia e Euthystachys sono in posizione "basale" e quindi sono "gruppo fratello" al resto della tribù. All'interno della famiglia la tribù Stilbeae occupa una posizione centrale insieme alla tribù Bowkerieae (entrambe formano un "gruppo fratello") al resto della famiglia.

Nell'ambito dell'ordine Lamiales la famiglia, da un punto di vista evolutivo, occupa una posizione intermedia, dopo la famiglia delle Scrophulariaceae e prima del gruppo Byblidaceae/Linderniaceae. Questa famiglia potrebbe esseresi separata dal resto dell'ordine circa 37 milioni di anni fa.
Il cladogramma a lato tratto dallo studio citato e semplificato mostra la struttura della famiglia revisionata in base alle ultime ricerche.

### Alcune specie

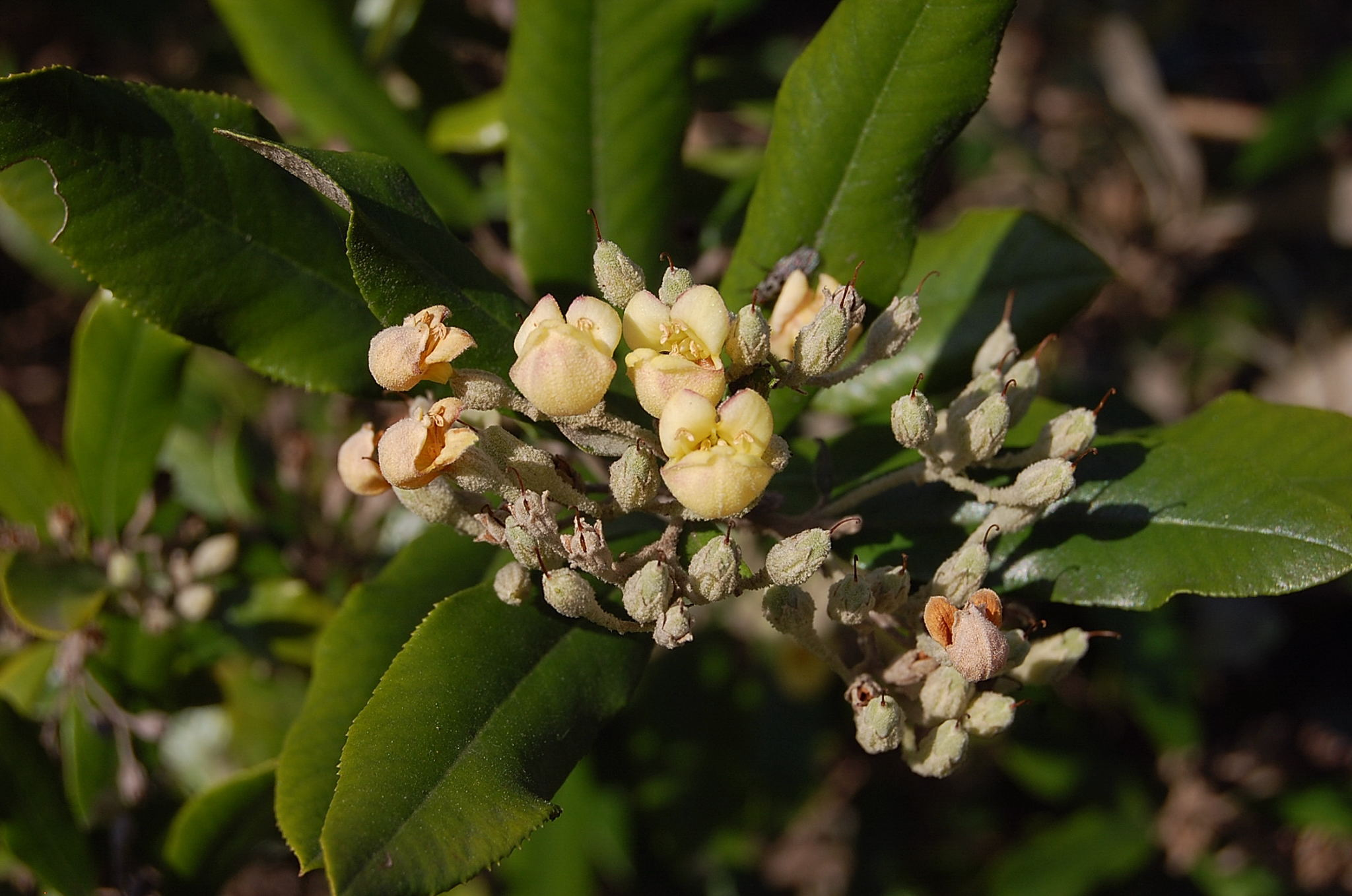
Anastrabe integerrima (Bowkerieae)
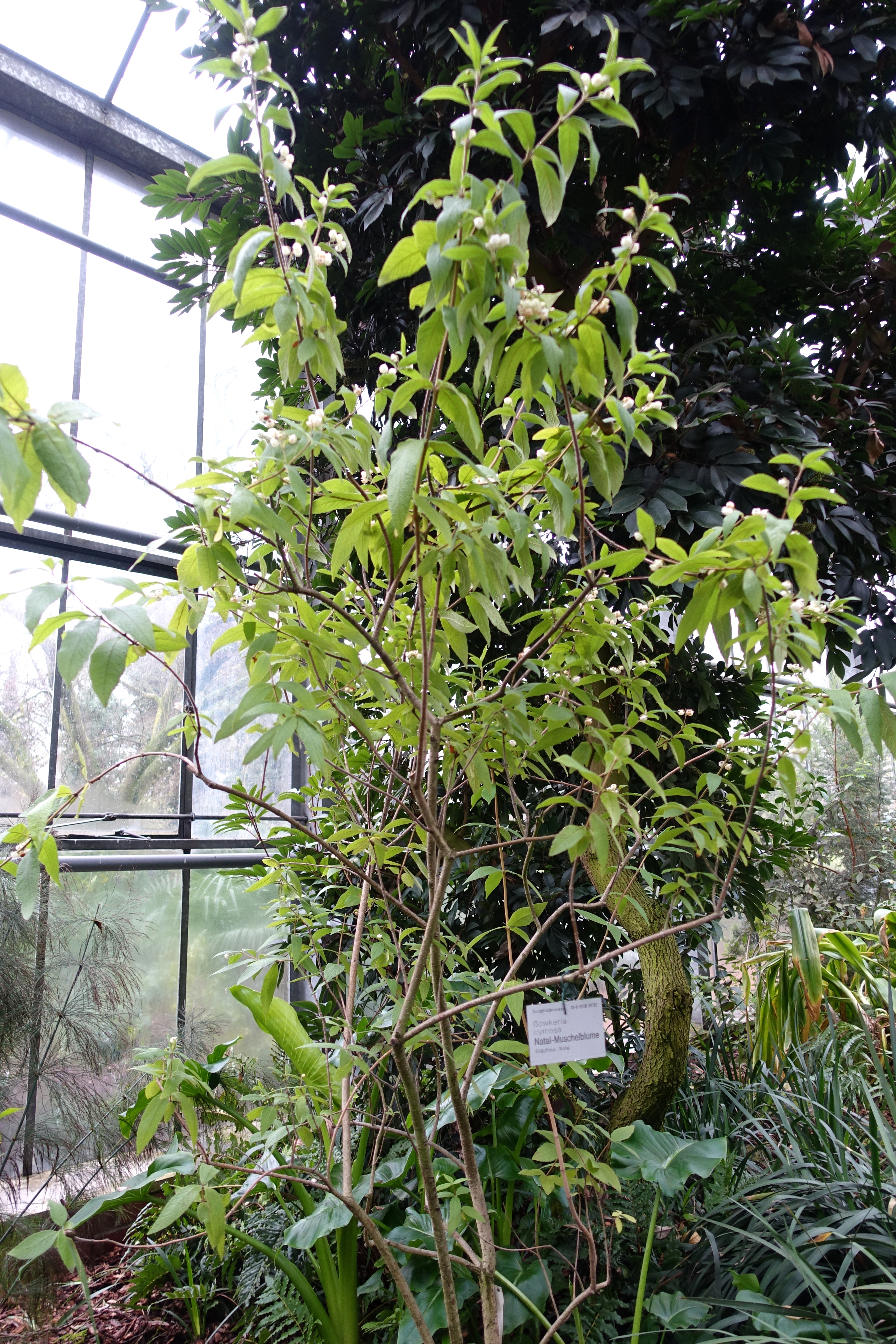
Bowkeria cymosa (Bowkerieae)
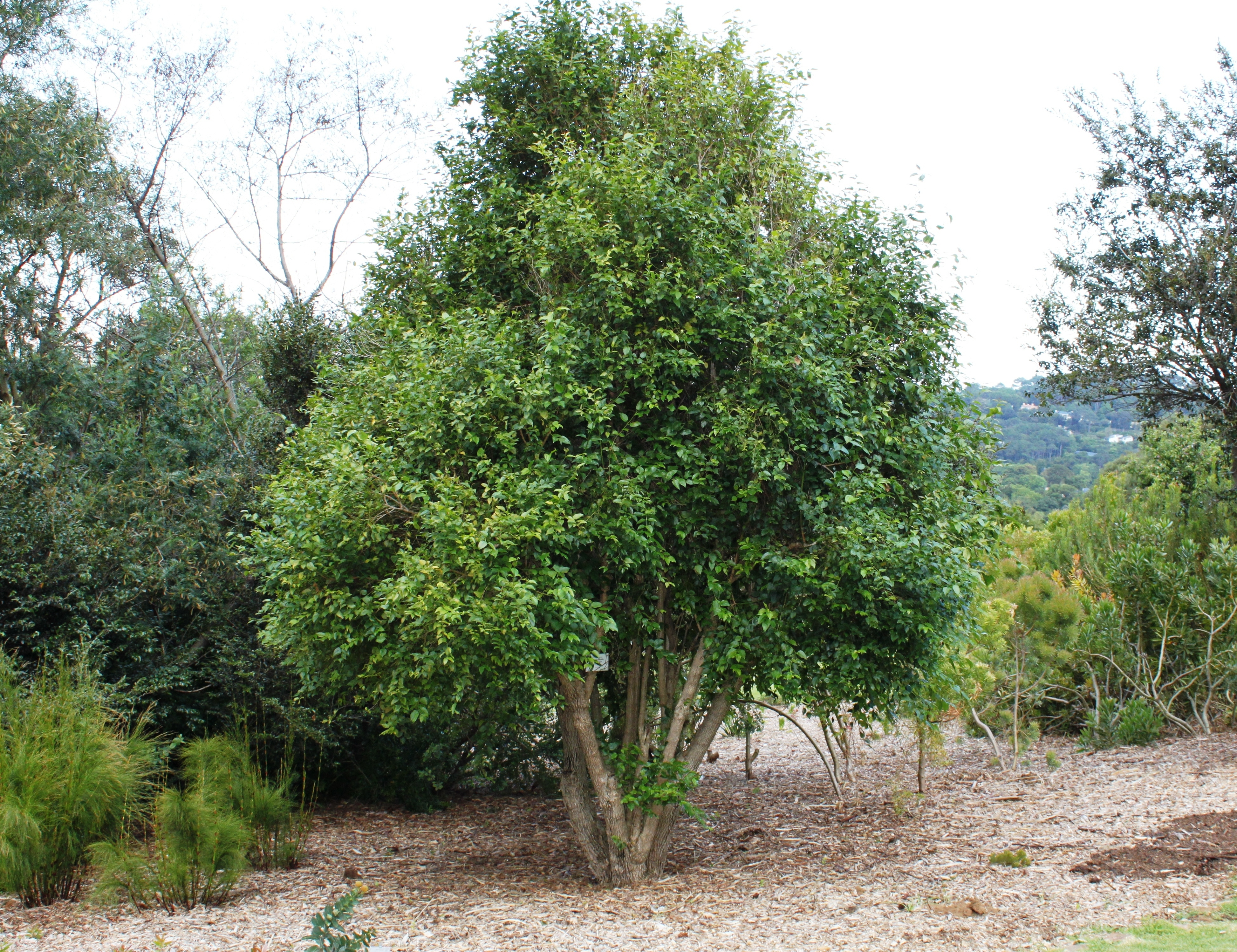
Halleria elliptica (Hallerieae)
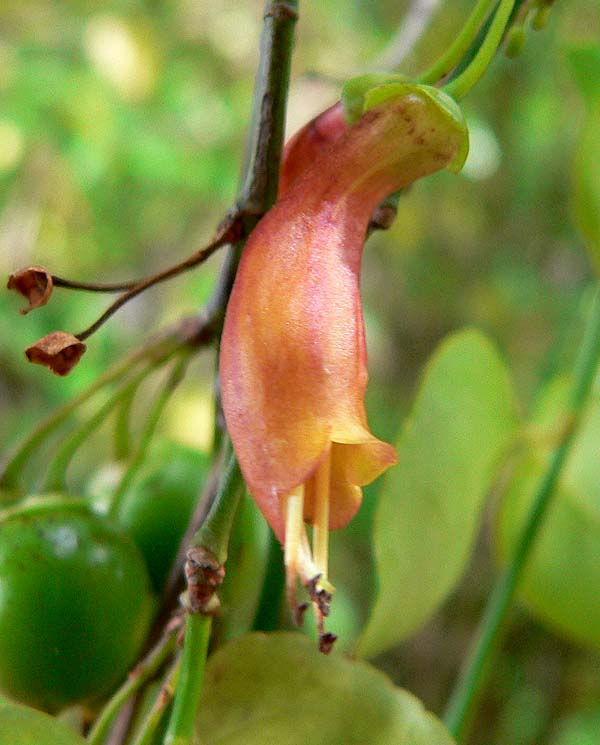
Halleria lucida (Hallerieae)
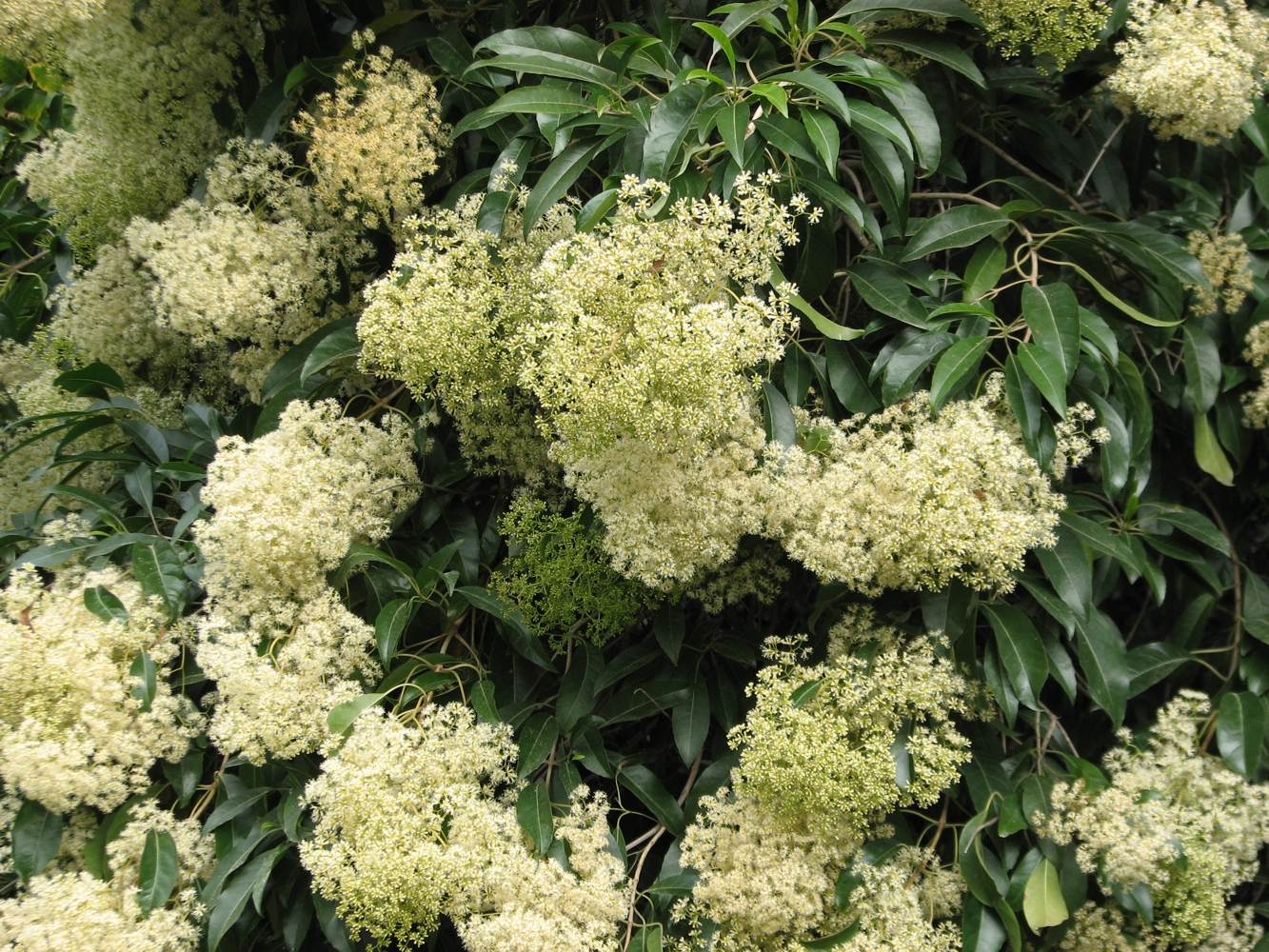
Nuxia floribunda (Stilbeae)
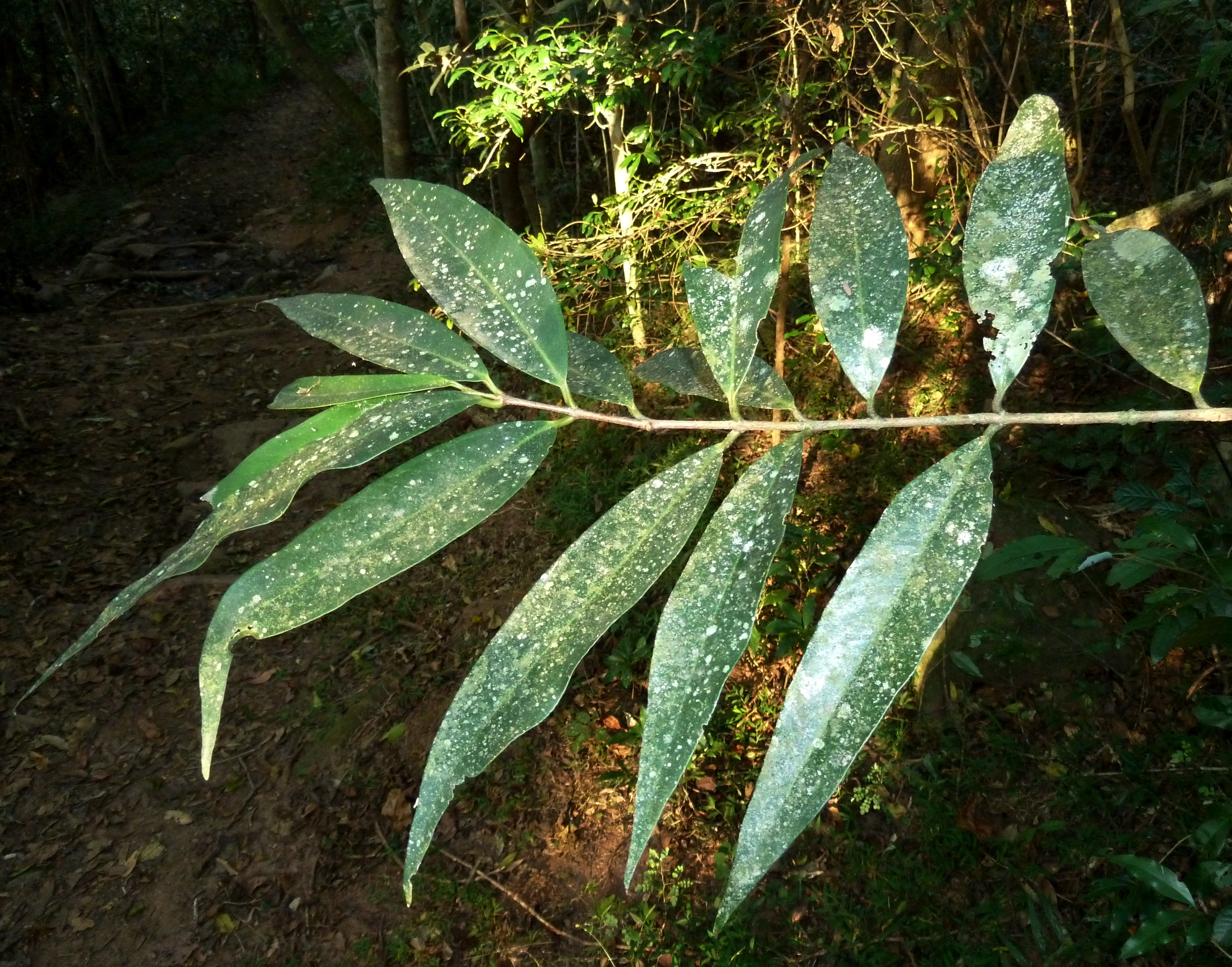
Nuxia oppositifolia (Stilbeae)